# Yota

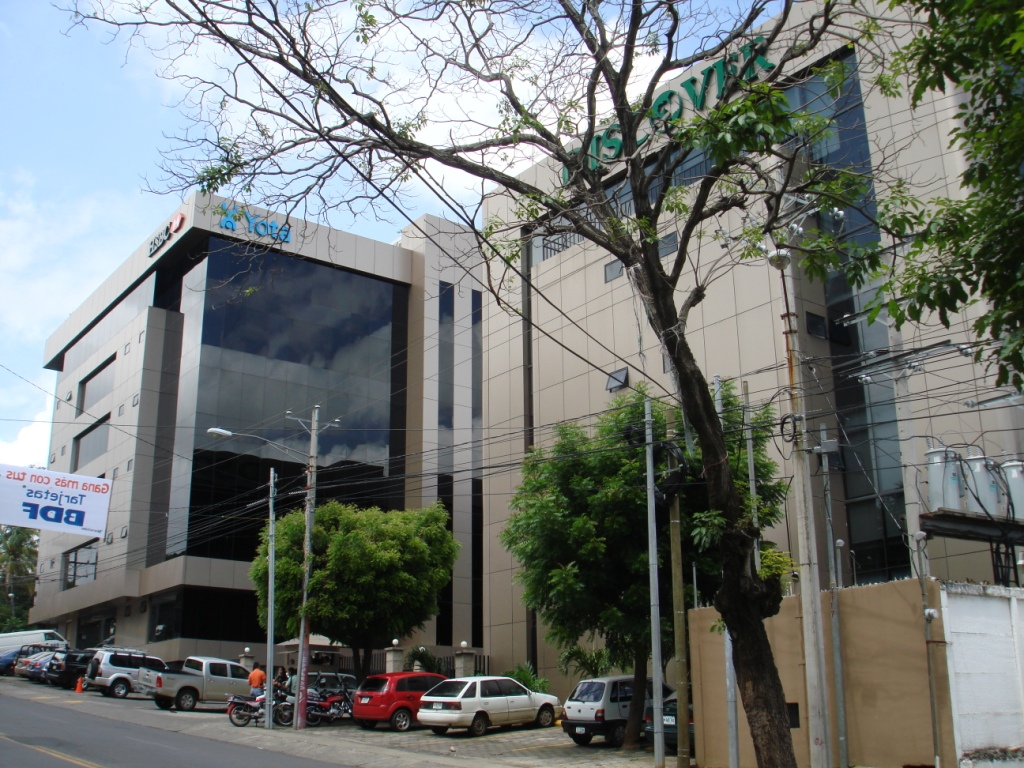
Oficinas de Yota en Managua, Nicaragua

Yota (del ruso: Йота)es la marca comercial de una multinacional de telecomunicaciones de Rusia proveedor de servicios (principalmente de alta velocidad de banda ancha móvil, con un poco de vídeo, televisión y servicios de música). Yota actualmente opera en Rusia , Bielorrusia, Nicaragua y en Perú bajo la marca Olo después de haber lanzado como un buque insignia de tecnología base WiMAX, en mayo de 2010, se anunció una medida para LTE.

## Área de Negocios
Desde su lanzamiento, Yota ha prometido ilimitado, de alta velocidad, Internet [móvil] el acceso a sus clientes.

## Red
Yota Rusia fue el primer proveedor de servicios de Internet para poner en marcha una alta velocidad de red inalámbrica basada en móviles WiMAX. En la actualidad cuenta con el mayor WiMAX red en el mundo. La red opera bajo el estándar IEEE 802.16e-2005 con de alta frecuencia 2.5-2.7 GHz. 
A partir del otoño de 2009 había en funcionamiento las redes de Moscú (WiMAX de 2,3 GHz, 2,5 GHz y 3,5 GHz), partes de la región de Moscú, San Petersburgo, partes del Óblast de Leningrado, Ufa, Sochi y [Krasnodar].  La red se está construyendo actualmente en el Samara y Kazan Está previsto que en otoño de 2012, la red abarcará 180 ciudades de Rusia con una población de más de 100 000 personas y comenzó a expandirse más allá de Yota Rusia en la primavera de 2010 con el lanzamiento de redes operativas en Managua (Nicaragua) , Minsk y Grodno (Bielorrusia) con Lima (Perú).
A partir de 2010, el tráfico medio por cliente había llegado a Yota 10GB/mes. El vídeo es un motor principal de la demanda de servicio de Yota.
Yota trabaja con Samsung como su único proveedor en todos los mercados. Samsung ofrece estaciones WiMAX de base en Nicaragua y Bielorrusia. Yota también tiene alianzas estratégicas con Intel, HTC, Cisco, Sequans y ASUS.

## Plan de servicio y suscripciones
Como parte de una unidad para simplificar, Yota ofrece tres planes de servicio, un servicio ilimitado que ofrece a todos los clientes. A partir de 2010, había 350.000 suscriptores de Yota, aumentando en 3.000 clientes por día.

## Dispositivos contenidos y aplicaciones
Diversos tipos de dispositivos permiten la conexión a la red Yota.  Entre ellas se encuentran computadoras portátiles (más de 50 computadoras portátiles con un built-in WiMAX módulo de Acer, ASUS, E-máquinas, Lenovo, MSI, Samsung, Toshiba), USB dongles módem, módems de escritorio y un teléfono inteligente , el HTC MAX 4G , el primer combinado GSM + Teléfono móvil WiMAX.
Servicios únicos de Yota son los siguientes: móvil IPTV , vídeo bajo demanda (Yota es el proveedor exclusivo de contenidos digitales a partir de Universal y Disney Studios en Rusia), una tienda de música en línea (con un catálogo de más de 700.000 temas por el mundo etiquetas líderes como EMI, Warner Music, Universal Music y Sony Music), un photoblogging portal y muchos otros.
Yota Vídeo, Televisión y Música solución móvil se hizo en cooperación con la Realidad Cristal LLC, proveedor de tecnología multimedia de Rusia, conocida como CrystalPlayer Development.

## Premios
Yota fue galardonado como "los más buscados para la marca en Rusia" de premios en el anual de Google Premios Rusia de 2009.

## Empleo
Yota ha establecido una reputación única como empleador y recientemente fue votado el cuarto 'Empleador más querido' en Rusia por Headhunter.ru.  Yota tiene oficinas en Moscú, San Petersburgo, Managua (Nicaragua) y Londres (UK).

## Marca
El logotipo Yota se conoce informalmente como Nuf. Nuf simboliza la brecha que Yota abre a la comunicación y entretenimiento. La marca Yota fue diseñada por una agencia con sede en Londres, llamada 300millones.